# Plaščarji
Plaščarji (znanstveno ime Tunicata) so vodne sesilne živali iz debla strunarjev. Lahko živijo posamično ali pa tvorijo kolonije. So filtratorji, hrano dobivajo s precejanjem morske vode. Prek nje poteka tudi razmnoževanje.
Strunarske znake (hrbtno struno, škržno črevo) imajo samo ličinke plaščarjev. Odrasle živali so v razvoju nazadovale in pri njih teh znakov več ne opazimo.